# モコトロング県
モコトロング県（Mokhotlong）は、10あるレソトの県のうちの一つ。面積は4,075 km2で(2006年時点)、人口は約100,422人である(2016年時点)。 県都はモコトロング。県内にはマロティ山脈といった高地や、センク川の源流がある。レソトで最も貧しく辺鄙な場所であり田舎である。